# Asplanchna
Genre
Asplanchna est un genre de rotifères de la famille des Asplanchnidae.

## Liste d'espèces
Selon Catalogue of Life (9 août 2017) :
- Asplanchna asymmetrica Shiel & Koste 1985 ;
- Asplanchna brightwellii Gosse 1850 ;
- Asplanchna girodi de Guerne 1888 ;
- Asplanchna herricki de Guerne 1888 ;
- Asplanchna intermedia Hudson 1886 ;
- Asplanchna priodonta Gosse 1850 ;
- Asplanchna sieboldii (Leydig 1854) ;
- Asplanchna silvestrii Daday 1902 ;
- Asplanchna tropica Koste & Tobias 1989.

Selon NCBI (9 août 2017) :
- Asplanchna brightwellii ;
- Asplanchna intermedia ;
- Asplanchna sieboldi ;
- Asplanchna silvestrii.

Selon World Register of Marine Species (9 août 2017) :
- Asplanchna brightwellii Gosse, 1850 ;
- Asplanchna girodi de Guerne, 1888 ;
- Asplanchna herrickii De Guerne, 1888 ;
- Asplanchna priodonta Gosse, 1850.